# Noctis
Noctis ist eine kostenlose Weltraumsimulation von Alessandro Ghignola. Die Entwicklung wurde 1996 begonnen und dauert noch heute an.

## Spielprinzip
Der Spieler übernimmt die Rolle eines Entdeckers in einem Raumfahrzeug namens Stardrifter. Es gibt kein festgelegtes Spielziel; stattdessen geht es darum, eine fiktive Galaxie mit Milliarden von Sternen, Planeten und Monden zu erkunden und zu katalogisieren. Zu diesen Tätigkeiten gehören die Reisen zwischen den Sternen und innerhalb der Sternensysteme sowie das Erkunden der Planetenoberflächen. Die Galaxie, die erkundet wird, enthält Milliarden von Sternen, die meisten davon mit vielen Planeten und Monden. Alle Himmelskörper können benannt und mit Notizen versehen werden. Der Spieler hat außerdem die Möglichkeit, Screenshots seiner Entdeckungen zu erstellen und mit anderen Fans zu tauschen.

## Geschichte
Das Spiel wurde von Alessandro Ghignola in C++ programmiert. Die Entwicklung wurde 1996 begonnen und die erste Veröffentlichung geschah ungefähr im Jahr 2000.
Noctis wurde für DOS geschrieben und hat daher einige Einschränkungen, die vor allem die Optik des Spiels betreffen. So ist die Auflösung auf 320 × 200 Bildpunkte festgelegt. Des Weiteren ist es nicht möglich, nach der Landung eine größere Distanz zu Fuß zurückzulegen, stattdessen muss zurück auf das Raumschiff gewechselt und eine neue Landestelle ausgesucht werden.
Vier Versionen sind bereits veröffentlicht worden, die aktuelle Version wird daher als Noctis IV bezeichnet. Mit der aktuellen Programmversion Noctis IV gibt es eine Möglichkeit, die Namen und Notizen, die ein Spieler angelegt hat, an den Programmierer zurückzuschicken und sie in eine Datenbank namens GUIDE einbinden zu lassen, die wiederum auf der Homepage des Spiels zum Download zur Verfügung gestellt wird. Auf diese Weise ist es für Spieler einfach, die Entdeckungen anderer Erkunder zu finden.
Zurzeit befindet sich eine neue Version namens Noctis V in Entwicklung. Diese soll die Einschränkungen, die noch auf DOS-Ursprünge zurückgehen, aufheben und unter anderem eine neue, zeitgemäße Grafik-Engine einführen. Diese neue Version wird, im Gegensatz zu den vier Vorgängerversionen, nicht mehr in C++, sondern L.in.oleum programmiert, einer Programmiersprache, die vom Autor des Spiels selbst entwickelt wurde.
Einige Spieler haben sich bereits mit der Entwicklung einer modifizierten Version befasst, da der Quelltext von Noctis IV 2003 unter einer Nicht-Standard-Lizenz verfügbar gemacht wurde. Diese Modifikation trägt den Namen (Noctis IV Coders' Edition) und fügt dem Spiel einige wichtige Änderungen hinzu, beispielsweise realistischere Temperaturmodelle, einen Raketenrucksack, realistischere Vegetation, die Möglichkeit, die Planetenoberfläche komplett auf einmal begehen zu können, ohne auf das Raumschiff wechseln zu müssen, und viele weitere, kleinere Verbesserungen sowie diverse Bugfixes.

## Rezeption
Das Spiel wurde Anfang 2000 populär, nachdem bei Home of the Underdogs ein positiver Testbericht veröffentlicht worden war in dem Noctis 9,43 von 10 Punkten erreichte und außerdem mit dem „Top Dog“-Award ausgezeichnet worden war.